# Club Social y Deportivo Defensores de Banfield
O Club Social y Deportivo Defensores de Banfield,  é um clube poliesportivo argentino da cidade de Lomas de Zamora com destaque para o voleibol masculino que em 2020 ascendeu a elite nacional.

## Histórico
O clube é considerado como uma das instituições mais emblemáticas de Lomas, e foi fundado em 1928.Em 1927, um grupo de jovens reuniu-se num pasto da rua Tucumán, entre French e Rodríguez Peña, para jogar futebol e ao passar do tempo, amadurecia a ideia de fundar um clube. O grupo em sua maioria eram torcedores do Club Atlético Banfield, decidiram que o clube se chamaria de "Defensores de Banfield". Os primeiros encontros foram realizados nos fundos de um armazém de um dos vizinhos, mas uma vez formado o grupo, as atividades se expandiram para incluir danças, esportes e a participação de crianças e famílias. Posteriormente, um vizinho doaria seu terreno para que o clube se instalasse no mesmo local onde hoje é sua sede..
Os primeiros quarenta anos do clube foram de crescimento construtivo, social, cultural e desportivo, adquirindo notoriedade na zona e tornando-se um dos mais importantes nos institucionais do bairro. A partir de 1969, os níveis de participação aumentaram. No final da década de 70, o clube enfrentou a sua primeira crise, da qual conseguiu sair com o empenho e carinho de vizinhos e dirigentes.
Toda a década de 80 foi uma fase crítica, mas o ciclo repetiu-se e na década de 90, resultante de uma crise de grande relevância pelos baixos níveis de participação, gestão empobrecida, redução considerável de membros e redução da função histórica no bairro. Em 2006, tudo indicava uma súbita ruptura institucional, incluindo problemas judiciais, mas nessa altura alguns grupos de parceiros começaram a organizar-se, a unir-se e a colaborar. Foi criada uma Comissão de Apoio que se manteve ao longo do tempo, foi convocada uma Assembleia Extraordinária e, perante o perigo de acefalia institucional (e o consequente risco de intervenção externa até ao leilão total), os sócios tomaram a decisão de continuar a colaborar, mas como um novo conselho de administração.
Sem fórmula mágica, mas com amor, esforço, dedicação, vocação para a informação e capacidade de aprender e melhorar, a gestão e administração do clube começaram a ser organizadas. O legado histórico dos fundadores e protagonistas subsequentes foi mantido vivo, e "el Defe" iniciou o caminho de reconstrução que se reflete na história interna do voleibol. O esporte passou de ter Julio Velasco como técnico nos anos 80 para quase desfiliação anos depois, mas se recuperou, passou a percorrer a trajetória esportiva metropolitana por baixo e hoje, às portas da temporada 2022-23, não só vem de ser semifinalista da Divisão de Honra Metropolitana, nível mais importante do cenário regional, mas também fará sua terceira participação na mais alta categoria nacional.
Entre a diversidade esportiva, social e cultural, destacaram-se as atividades oferecidas pelo clube:Aikido, basquete, circo, dança, desenho, futebol, ginástica artística, handebol, Shaolin Kung Fu, skate, pilates, ritmos latinos, taekwondo, Tai Chi Chuan, oficina de arte e cores, voleibol e yoga,além de manter um Centro de Aposentados, para que os idosos residentes também possam fazer parte da instituição. O vôlei é outro dos esportes mais populares do clube, pois disputa a Liga Argentina de Voleibol , categoria mais alta: muitos meninos e meninas do interior do país vêm ao Banfield para integrar as equipes masculina e feminina.A prefeita de Lomas, Marina Lesci , filha de Mario, foi presidente do clube durante 13 anos.
Na temporada 2020-21. estreou a elite nacional, terminando em sexto lugar na Liga A1 2020-21, nona colocação na Liga A1 2021-22 e o sexto lugar na Liga A1 2022-23.

## Títulos conquistados
0 Campeonato Sul-Americano de Clubes
 0 Campeonato Argentino A1
 1 Campeonato Argentino A2
- Campeão:2020-21

 0Supercopa Argentina
 0 Copa Argentina